# Clematis kweichowensis
Clematis kweichowensis är en ranunkelväxtart som beskrevs av Pei. Clematis kweichowensis ingår i släktet klematisar, och familjen ranunkelväxter. Inga underarter finns listade i Catalogue of Life.